# Совет по вопросам государственной службы при Президенте Российской Федерации
Совет по вопросам государственной службы при Президенте Российской Федерации — совещательный орган при Президенте Российской Федерации (создан в 1995 г., формально просуществовал до 2009 г.).

## История Совета
Совет по вопросам государственной службы при Президенте Российской Федерации образован Указом Президента Российской Федерации от 1 декабря 1995 г. № 1208 в соответствии со статьей 26 Федерального закона «Об основах государственной службы Российской Федерации». Этим же Указом сопредседателями Совета утверждены Филатов Сергей Александрович — Руководитель Администрации Президента Российской Федерации и Сосковец Олег Николаевич — Первый заместитель Председателя Правительства Российской Федерации, а также установлена норма представительства в Совете по 6 человек:
- от Президента Российской Федерации;
- от Совета Федерации Федерального Собрания;
- от Государственной Думы Федерального Собрания;
- от Правительства Российской Федерации;
- от высших органов судебной власти Российской Федерации.

Совет стал первым в истории современной России специализированным субъектом управления  государственной  службой.
Указом Президента Российской Федерации от 6 февраля 1996 г. № 152 сопредседателем Совета утверждён Егоров Николай Дмитриевич — Руководитель Администрации Президента Российской Федерации вместо С. А. Филатова, установлена новая норма представительства в Совете:
- от Президента Российской Федерации — 6 человек;
- от Совета Федерации Федерального Собрания Российской Федерации — 3 человека;
- от Государственной Думы Федерального Собрания Российской Федерации — 3 человека;
- от Правительства Российской Федерации — 6 человек;
- от Конституционного Суда Российской Федерации — 2 человека;
- от Верховного Суда Российской Федерации — 2 человека;
- от Высшего Арбитражного Суда Российской Федерации — 2 человека.

После утверждения первоначального персонального состава Совета в 1996 г. указы (или распоряжения) Президента Российской Федерации об изменении состава Совета не публиковались до 2009 г. Не было утверждено также и Положение о Совете. Совет упоминается в распоряжении Президента Российской Федерации от 4 июля 2000 г. № 254-рп, которым утвержден состав межведомственной рабочей группы по подготовке проекта положения о Совете по вопросам государственной службы при Президенте Российской Федерации (данное распоряжение признано утратившим силу Указом Президента Российской Федерации от 25 октября 2004 г. № 1354).
Федеральный закон от 31 июля 1995 г. № 119-ФЗ «Об основах государственной службы Российской Федерации», на основании которого был образован Совет, признан утратившим силу Федеральным законом от 27 июля 2004 г. № 79-ФЗ «О государственной гражданской службе Российской Федерации».
Хотя при создании Совета вопрос правления государственной службой на федеральном уровне был решен юридически, однако, фактически, Совет так и не заработал. Причиной этого стали малый объём полномочий Совета при его высоком статусе, непериодический характер его работы и общественный характер занятости членов Совета.
Указ Президента Российской Федерации от 1 декабря 1995 г. № 1208 об образовании Совета признан утратившим силу указом Президента Российской Федерации от 5 октября 2009 г. № 1106.

## Функции Совета
(в соответствии со ст. 26 Федерального закона от 31 июля 1995 г. № 119-ФЗ «Об основах государственной службы Российской Федерации»)
- анализирует состояние и эффективность государственной службы в органах государственной власти;
- координирует разработку проектов нормативных актов по вопросам организации государственной службы;
- организует совместно с соответствующими государственными органами работу по формированию конкурсных (государственных конкурсных) комиссий, проведению аттестаций и государственных квалификационных экзаменов;
- информирует граждан о проведении конкурсов на замещение вакантных государственных должностей государственной службы;
- координирует методическую работу органов по вопросам государственной службы и кадровых служб государственных органов;
- разрабатывает предложения по формированию Реестра государственных должностей в Российской Федерации и внесению в него изменений;
- ведет федеральный реестр государственных служащих;
- осуществляет методическое руководство профессиональной подготовкой, переподготовкой (переквалификацией) и повышением квалификации государственных служащих, а также формирование резерва на выдвижение на вышестоящие государственные должности государственной службы.

Фактической функцией Совета была консультативная, методическая помощь и предоставление рекомендаций Президенту РФ по вопросам государственной службы. Совет не подбирал кандидатуры и непосредственно не участвовал в назначении госслужащих.

## Состав Совета
Указом Президента Российской Федерации от 6 мая 1996 г. № 650 утвержден состав Совета:
- Егоров Николай Дмитриевич — Руководитель Администрации Президента Российской Федерации (сопредседатель Совета)
- Сосковец Олег Николаевич — Первый заместитель Председателя Правительства Российской Федерации (сопредседатель Совета)

от Президента Российской Федерации:
- Антипов Владимир Серафимович — заместитель Руководителя Администрации Президента Российской Федерации — начальник Главного управления Президента Российской Федерации по вопросам государственной службы и кадров
- Батурин Юрий Михайлович — помощник Президента Российской Федерации по национальной безопасности
- Емельянов Алексей Михайлович — президент-ректор Российской академии государственной службы при Президенте Российской Федерации
- Рюриков Дмитрий Борисович — помощник Президента Российской Федерации
- Рябов Николай Тимофеевич — Председатель Центральной избирательной комиссии Российской Федерации

от Совета Федерации Федерального Собрания Российской Федерации:
- Ковлягин Анатолий Фёдорович — член Совета Федерации Федерального Собрания Российской Федерации, глава администрации Пензенской области
- Королев Олег Петрович — заместитель Председателя Совета Федерации Федерального Собрания Российской Федерации, председатель Липецкого областного Собрания депутатов
- Шаймиев Минтимер Шарипович — член Совета Федерации Федерального Собрания Российской Федерации, Президент Республики Татарстан

от Государственной Думы Федерального Собрания Российской Федерации:
- Аринин Александр Николаевич — депутат Государственной Думы Федерального Собрания Российской Федерации
- Решульский Сергей Николаевич — депутат Государственной Думы Федерального Собрания Российской Федерации
- Чилингаров Артур Николаевич — заместитель Председателя Государственной Думы Федерального Собрания Российской Федерации

от Правительства Российской Федерации:
- Яров Юрий Федорович — Заместитель Председателя Правительства Российской Федерации
- Бабичев Владимир Степанович — Руководитель Аппарата Правительства Российской Федерации
- Ковалёв Валентин Алексеевич — Министр юстиции Российской Федерации
- Меликьян Геннадий Георгиевич — Министр труда Российской Федерации
- Пансков Владимир Георгиевич — Министр финансов Российской Федерации

от Конституционного Суда Российской Федерации:
- Морщакова Тамара Георгиевна — заместитель Председателя Конституционного Суда Российской Федерации
- Рудкин Юрий Дмитриевич — судья-секретарь Конституционного Суда Российской Федерации

от Верховного Суда Российской Федерации:
- Радченко, Владимир Иванович — первый заместитель Председателя Верховного Суда Российской Федерации

от Высшего Арбитражного Суда Российской Федерации:
- Яковлев Вениамин Фёдорович — Председатель Высшего Арбитражного Суда Российской Федерации
- Юков Михаил Кузьмич — первый заместитель Председателя Высшего Арбитражного Суда Российской Федерации

Указом Президента Российской Федерации от 13 июня 1996 г. № 878 в состав Совета включен от высших органов судебной власти Российской Федерации Сидоренко Юрий Иванович — судья Верховного Суда Российской Федерации, председатель Совета судей Российской Федерации